# Dionísia, Dativa, Emilià i companys màrtirs d'Àfrica
Dionísia, Dativa, Leòncia, Terci, Emilià, Bonifaci, Majoric i Servus (Nord d'Àfrica, morts entre 477-484) foren cristians martiritzats durant les persecucions del rei vàndal Huneric al nord de l'Àfrica. Són venerats com a sants per diverses confessions cristianes.

## Vida
El bisbe Víctor de Vita, que escrigué al final del segle V sobre la recent persecució dels vàndals, explica la història dels màrtirs. El rei Huneric, arrià, va començar una persecució contra els cristians ortodoxos al nord d'Àfrica (les actuals Algèria i Tunísia), als que feia matar si no renunciaven a la fe catòlica. Especialment, eren investigades les dones patrícies i nobles, que eren castigades en públic (fuetejades i desagnades fins a morir) com a exemple. Entre elles, fou detinguda Dionísia de Vita, que malgrat la tortura no volgué abjurar i animà els seus companys de martiri a continuar en la fe: el seu fill, el petit Majoric, a qui, ja mort, ella mateixa sebollí; la seva germana Dativa i Leòncia, filla de Germà, bisbe de Perada o Paradana. A més, foren martiritzats el metge Emili o Emilià, cunyat de Dativa, Terci, religiós de la Biacena, i Bonifaci, probablement el bisbe de Siciliba, a qui se li arrencaren les vísceres.
Altres màrtirs de la regió i de la mateixa època són commemorats amb ells. Així, Servus de Tuburbium Maior i Victòria de Culsitanum, també morts amb martiris diversos.

## Veneració
El culte és esmentat a martirologis antics com els d'Adó, Flor i Usuard. El Martirologi romà els assigna la festivitat el 6 de desembre, separant-ne Servus, celebrat el dia 7 de desembre, i Victòria, que no és recollida en aquest santoral.

### Emilià el Metge
Emilià va tenir un culte particular en l'Edat mitjana, especialment a Nàpols, on foren portades algunes relíquies. A la fi del segle xv, la corporació de farmacèutics el triaren com a patró amb Sant Pelegrí, i li erigiren una capella. En alguns santorals, aquest Emilià figura com a natural i actiu a Mèsia.